# Tarenna inops
Tarenna inops är en måreväxtart som beskrevs av J. Degreef. Tarenna inops ingår i släktet Tarenna och familjen måreväxter. Inga underarter finns listade i Catalogue of Life.